# Otroeopsis
Otroeopsis is een kevergeslacht uit de familie van de boktorren (Cerambycidae). De wetenschappelijke naam van het geslacht werd voor het eerst geldig gepubliceerd in 1939 door Breuning.

## Soorten
Otroeopsis omvat de volgende soorten:
- Otroeopsis affinis Breuning, 1939
- Otroeopsis virescens (Pascoe, 1866)